# Hana to Arisu
Hana to Arisu (em japonês:  花とアリス) é um filme japonês de 2004, do gênero drama romance, realizado por Shunji Iwai.